# Лорън Кейт
Лорън Кейт (на английски: Lauren Kate) е американска писателка на бестселъри в жанра фентъзи и любовен роман.

## Биография и творчество
Лорън Кейт е родена на 21 март 1981 г. в Далас, Тексас, САЩ. Завършва гимназия в Атланта. Получава магистърска степен по творческо писане Университета на Калифорния в Дейвис. След дипломирането си работи като редактор на юношеска литература в издателство „Харпър Колинс“.
През 2009 г. е издаден първият ѝ роман „The Betrayal of Natalie Hargrove“ (Предателството на Натали Харгроув).
Същата година е издаден и първият ѝ роман „Паднали ангели“ от фентъзи поредицата „Паднали ангели“. Сред събитията на Гражданската война вниманието на главната героиня Лус Прайс е завладяно от загадъчния и надменен Даниел Григори. Но Даниел е паднал ангел, обречен да се влюбва в едно и също момиче на всеки 17 години и да вижда как любимата му умира. Лус също има свое проклятие да се преражда и има да открие още тайни. Романът става бестселър №1 и я прави известна. През 2016 г. е екранизиран в едноименния филм с участието на Адисън Тимлин, Лора Кирк, Джоли Ричардсън и Джеръми Ървайн.
През 2012 г. е издаден първият ѝ роман „Сълза“ от едноименната поредица.
Произведенията на писателката са преведени на над 30 езика по света.
През 2009 г. се жени за Джейсън Морфу, певец и автор на песни. Имат две деца – Матилда и Венис.
Лорън Кейт живее със семейството си в Лоръл Кениън, Лос Анджелис, и в Уинтърс.

## Произведения

### Самостоятелни романи
- The Betrayal of Natalie Hargrove (2009)
- The Orphan's Song (2019)
- By Any Other Name (2022)

### Серия „Паднали ангели“ (Fallen)
1. Fallen (2009)
Паднали ангели, изд. „Интенс“, София (2016), прев. Деница Райкова
2. Torment (2010)
Терзания, изд. „Интенс“, София (2016), прев. Деница Райкова
3. Passion (2011)
Страст, изд. „Интенс“, София (2016), прев. Деница Райкова
4. Rapture (2012)
Екстаз, изд. „Интенс“, София (2014), прев. Деница Райкова
5. Unforgiven (2013)
Непростено, изд.: „Локус Пъблишинг“, София (2016), прев. Деница Райкова

- Fallen in Love (2012) – сборник новели
Влюбени ангели, изд. „Интенс“, София (2012), прев. Деница Райкова

### Серия „Сълза“ (Teardrop)
- Last Day of Love (2013) – предистория

1. Teardrop (2012)
Сълза, изд. „Интенс“, София (2014), прев. Деница Райкова
2. Waterfall (2014)
Водопад, изд. „Интенс“, София (2015), прев. Деница Райкова

### Екранизации
- 2016 Паднали ангели, Fallen – изпълнителен продуцент